# 寮長は料理上手
『寮長は料理上手』（りょうちょうはりょうりじょうず）は、吉村佳による日本の漫画作品。KADOKAWA『コミックキューン』で2016年10月号から2019年12月号まで連載された。

## あらすじ
海沿いの田舎町・衣浜の高校に入学した小花悠里は、『伍色館』と呼ばれる元温泉宿の寮に入ることになる。
地元の名家のお嬢様だけど料理が得意な姫市原麻耶や、何故か伍色館で飼われているカピバラのローズ、そして寮で一緒に生活する女の子たち。
悠里の田舎町での新しい日々は新しい出会いと共に、にぎやかに始まるのであった。

## 登場人物

### 伍色館の人々
小花 悠里（おばな ゆうり）
主人公。東京から衣浜高校に進学してきた高校1年生。勉強は苦手だが元気で人懐っこく、不思議と皆と仲良くなれる性格。
「伍色館」に入寮し、麻耶達との共同生活を行うことになる。
ゲームは全般的に苦手で、オセロでも実和子に大敗するほど。
実家は「小花バレエ学校」というバレエ学校を経営しており、幼い頃からバレエを練習していた。
姫市原 麻耶（きしはら まや）
悠里のクラスの委員長で高校1年生。「伍色館」の寮長。
地元の名家・姫市原家のお嬢様で、成績優秀でなぎなた部に所属しており、温厚で心優しい性格。
また料理も非常に得意であり、伍色館での料理を一手に請け負っている。
夏風邪をひいて倒れた際に悠里に看病されたことをきっかけに、お互いに下の名前で呼び合う事となる。
ローズ
「伍色館」で飼われているカピバラ。麻耶達からは「カピ子」と呼ばれていたが、本当の名前は「プリンセス・ローズ」とのこと。
見た目によらず手先が器用で、ジェットクリーナーを使いこなす、大工仕事や車作りを行うなど動物離れした行動も多く見られる。
矢倉 文香（やぐら ふみか）
「伍色館」の副寮長で高校2年生。
麻耶が実質的に寮のリーダーであるためか割と大雑把に振る舞っているが、学校の水着しか持っていない他の4人を引っ張って水着を買いに行くなど、年長者らしく人を引っ張る部分も持つ。
ローズとは犬猿の仲。結婚して子持ちの姉もいる。
実家は「やぐら人形店」という人形屋を営んでおり、その影響からか子供の頃から服飾に興味を持っていた。
堀切 実和子（ほりきり みわこ）
麻耶の従妹で、初等部2年生。自分のことを「ぼく」と呼ぶ。母親は早くに亡くなり、父親は海外に単身赴任中。祖母は名古屋に住んでいる。
年の割にはしっかりしているが、悠里や麻耶など懐いている人の前や、好きなテレビ番組（動物・ホラー系）を見たときなどは年相応の一面も見せる。
遠足の際に悠里に髪をセットしてもらい、そのことで友達と打ち解けられたことから悠里に懐くようになる。
坂虎口 直（さかこぐち なお）
中等部2年生だが、寮内の「芍薬の間」に引きこもっている少女。175cm。
元々山奥の学校に通っていたためか人見知りが激しいが、打ち解けた相手には多少は饒舌になる一面も。祖父母は山奥で農業を続けている。幼い頃は剣道も学んでおり、彼女の住む村に祖母と共に来た麻耶との接点がある。
引きこもりではあるが、成績は全国模試10位を取り（冬の模試では9位を取っている）、また山育ちのためか運動神経もあり体力もある。
ゲーム好きで、特にホラーゲームを好む。無人島に遊びに行った際には、DSやPSP、ゲーム用タブレットと何故かルービックキューブを持っていくような一面も。
人見知りではあるが親しい人のためには外出するようになるなど、徐々に変化が生じ始めている。
愛里のようにグイグイ押してくるタイプは苦手。

### その他の人々
町屋豆腐の女主人
本名不明。商店街にある豆腐屋の主人を務める若い女性で、眼鏡を掛けたミステリアスな女性。
悠里に夏休み、一日だけの短期バイトを斡旋したりと親切な一面も。
檜窟（ひくつ）
悠里たちの担任。マスクを掛けてジャージ姿の怪しげな教師。
飛騨高山への林間合宿の際には、愛里からの依頼で悠里の行動を録画していた。
御崎 愛里（みさき あいり）
悠里の幼なじみで義姉妹（悠里の母親と愛里の父親が再婚したため）。悠里の2歳年下。東京に住んでおり、名家の御令嬢でもある。154cm。
東京に帰ってこない悠里にしびれを切らせて衣浜を訪れるが、悠里と仲良くなっている麻耶にライバル心を燃やす一面も。
幼い頃は臆病で人見知りだったが、偶然出会った悠里に懐き、彼女と同じバレエ学校に通い悠里の真似をしだしたことで成長していく。
悠里が拾った子犬を引き取り、育てている。
全国模試で7位を取る程成績優秀で、夏から始めた料理もかなりの腕前になるあたり、努力家である。
姫市原 小牧（きしはら こまき）
麻耶の姉で大学生。妹と違い派手めな外見で大雑把な性格。
直にゲームボーイのパチモノを渡し、ゲーマーになるきっかけを作った。
姫市原 鞆江（きしはら ともえ）
麻耶の祖母。昔直が住んでいた村にもなぎなた・剣道の指導のため麻耶を伴って訪れていた。
料理やなぎなたを教わったが、麻耶曰く「厳しい人だった」との事。

## 書誌情報
- 吉村佳 『寮長は料理上手』 KADOKAWA〈MFコミックスキューンシリーズ〉、全4巻
  1. 2017年6月26日発売、ISBN 978-4-040-69247-0
  2. 2018年6月27日発売、ISBN 978-4-040-69622-5
  3. 2019年3月27日発売、ISBN 978-4-040-65598-7
  4. 2019年12月27日発売、ISBN 978-4-040-64215-4